# Philistina bicoronatus
Philistina bicoronatus är en skalbaggsart som beskrevs av Jordan 1894. Philistina bicoronatus ingår i släktet Philistina och familjen Cetoniidae. Inga underarter finns listade i Catalogue of Life.